# Joaquim Viñas i Latorre
Joaquim Viñas i Latorre (Tortosa, 19 d'abril de 1943 - Barcelona, 3 de maig de 1994) fou un futbolista català de la dècada de 1960.

## Trajectòria
Nascut a Tortosa, amb vuit anys es traslladà a viure a Barcelona. Començà a jugar al juvenil de la Penya Blaugrana i després del FC Barcelona. Ascendí a l'equip del FC Barcelona d'Aficionats. A continuació jugà a tercera divisió a la UE Poble Sec, Terrassa FC, FC Vilafranca, dues temporades a la UE Sants i dues temporades més a la UE Sant Andreu. L'any 1969 fou fitxat pel RCD Espanyol. Amb l'Espanyol només va jugar 13 minuts de lliga el 9 de novembre de 1969, en el partit Espanyol-Valladolid (4-0), com a substitut de Pepín, així com dos partits de copa davant la UE Maó. El febrer de 1971 fou cedit a la UE Sant Andreu a segona divisió. En finalitzar la temporada fou traspassat al Llevant UE, i acabà la seva carrera al CE Europa.
Va jugar un partit amb la selecció espanyola amateur el 20 de maig de 1970 davant Tunísia (Tunis, 0-1).